# MindFreedom International
MindFreedom International est une coalition internationale du mouvement des survivants de la psychiatrie afin de lutter contre l'hospitalisation forcée[pas clair] en psychiatrie et protéger les droits des personnes prises en charge par la psychiatrie.

## Histoire
La coalition est issue de la Coalition internationale de soutien fondée en 1988, et a changé de nom en 2005 avec l'admission en tant que directeur de David Oaks.
À la base de la Coalition internationale de soutien se trouverait une lettre d'information du nom de Dendron, qualifiée de samizdat, qui faisait le lien entre des représentants de l'antipsychiatrie progressiste comme Ronald Laing et une frange plus moderne des usagers-consommateurs de la psychiatrie.

## Actions
Le programme appelé Shield (bouclier) consiste en un réseau (voir pair-défense) appelé Réseau de solidarité de Mindfreedom, qui réagit et protège les usagers en cas de traitements forcés en psychiatrie, tels que l'électroconvulsivothérapie.
En 2003 une grève de la faim a été initiée afin de demander à l'Association américaine de psychiatrie ainsi qu'à l'Administrateur de la santé publique des États-Unis et à l'Alliance nationale pour la santé mentale une « preuve non ambiguë que la maladie mentale se situerait dans le cerveau ».

## Ouvrages
- Oaks, David W. (2007). ‘MindFreedom International: Activism for Human Rights as the Basis for a Nonviolent Revolution in the Mental Health System’. In Peter Stastny & Peter Lehmann (Eds.), Alternatives Beyond Psychiatry (pp. 328-336). Berlin / Eugene / Shrewsbury: Peter Lehmann Publishing.  (ISBN 978-0-9545428-1-8) (UK),  (ISBN 978-0-9788399-1-8) (USA). E-Book in 2018.
- Oaks, David W. (2007). ‘MindFreedom International – Engagement für Menschenrechte als Grundlage einer gewaltfreien Revolution im psychosozialen System’. In: Peter Lehmann & Peter Stastny (Hg.), Statt Psychiatrie 2 (p. 344-352). Berlin / Eugene / Shrewsbury: Antipsychiatrieverlag.  (ISBN 978-3-925931-38-3). E-Book in 2018.
- Taylor, Dan (2007). ‘MindFreedom Ghana: Fighting for Basic Human Conditions of Psychiatric Patients’. In Peter Stastny & Peter Lehmann (Eds.), Alternatives Beyond Psychiatry (pp. 336-342). Berlin / Eugene / Shrewsbury: Peter Lehmann Publishing.  (ISBN 978-0-9545428-1-8) (UK),  (ISBN 978-0-9788399-1-8) (USA). E-Book in 2018.
- Taylor, Dan (2007). ‘MindFreedom Ghana – Unser Kampf um humane Lebensbedingungen für Psychiatriebetroffene’. In: Peter Lehmann & Peter Stastny (Hg.), Statt Psychiatrie 2 (p. 352-358). Berlin / Eugene / Shrewsbury: Antipsychiatrieverlag.  (ISBN 978-3-925931-38-3). E-Book in 2018.